# Amper (râu)
Amper este un râu în regiunea prealpină din Bavaria, Germania și formează împreună cu Ammer un sistem hidrografic strâns unit. Ammer este denumirea cursului superior al râului, în amonte de lacul Ammersee, iar de la ieșirea din lac și până la vărsare — în Moosburg, în Isar — râul este numit Amper. Cursul râului, care are o lungime de 185 km, și-a păstrat în mare parte caracterul natural. Debitul râului de 45 m³/s a fost măsurat pe cursul lui mijlociu situându-se din acest punct de vedere  după Loisach, afluentul principal al Isarului. Amperul are un bazin de colectare de 3100 km², afluenții lui principali fiind: Glonn, Würm și Maisach. Principalele localități traversate sunt Fürstenfeldbruck, Dachau și Moosburg.

### Sport
- de  Aktuelle Wasserstand-/Pegelinformationen bayerischer Flüsse
- de  Ammer in Gefahr! 11 Kleinkraftwerke bedrohen die Ammer.
- de  Beschreibung der oberen Ammer für Kanusportler
- de  Ammer-Amper-Radweg Arhivat în 6 februarie 2005, la Wayback Machine.
- de  Wanderung im Ammertal zu den Höhlen der Teufelsküche Arhivat în 6 iulie 2010, la Wayback Machine.